# Euphorbia hedigeriana
Euphorbia hedigeriana es una especie fanerógama perteneciente a la familia de las euforbiáceas.  Es originaria de la República Democrática del Congo.

## Taxonomía
Euphorbia hedigeriana fue descrita por (Malaisse) Bruyns y publicado en Taxon 55: 413. 2006.
Etimología
Euphorbia: nombre genérico que deriva del médico griego del rey Juba II de Mauritania (52 a 50 a. C. - 23), Euphorbus, en su honor – o en alusión a su gran vientre –  ya que usaba médicamente Euphorbia resinifera. En 1753 Carlos Linneo asignó el nombre a todo el género.
hedigeriana: epíteto otorgado  en honor de A. Hediger, director de una escuela primaria de Lubumbashi en Zaire.
Sinonimia
- Monadenium hedigerianum Malaisse	[5][6]